# シー・ベイシング
シー・ベイシング（Sea Basing）とは、軍隊の海上基地のこと。

## シー・ベイシングの意義と役割
シー・ベイシングの意義は一定の地点に定められる陸上基地と異なり、一隻の航空母艦があれば自由に外交上の制限なく運輸したいものを積載し自由に航行区域を移動できることにある。即ち、軍隊を戦力投入地域に向けて展開する際、外国領土や遠隔地に新たな基地建設をすることなく航空母艦が海上基地としての機能を果たすことにより、戦略展開や兵站を容易にすることにある。
シー・ベイシングの欠点としては必要とされるマンパワーの確保と維持管理にかかるコストが陸上基地よりも多くかかることである。アメリカでは、海外への軍事支出に反対している勢力や、国防総省の内部から批判が出る可能性がある。しかしながら、アメリカが好きなことを、好きなときに・好きな場所で・外国の領土を経由して作戦を遂行する能力を持つことは、アメリカが基地の提供を要請する相手国が支配権を大幅に譲渡するものではない以上、非現実的である。今後、発生するであろう多くの緊急事態は、アメリカが基地を確保出来るか予断を許さない地域で発生する可能性が高い以上、シー・ベイシングの概念の基底にある戦略合理性（Strategic rationale）を無視することは、戦略展開において相当大きな危険を伴うことから、シー・ベイシングは遠方における展開を支えるオペレーション・システムとして戦略的に絶対必要であり、兵站を容易とするという点にシー・ベイシングの意義がある。
現に湾岸戦争ではサウジアラビアがアメリカ軍への基地提供に難色を示し、トルコのインジルリク空軍基地やペルシャ湾に展開したアメリカ海軍の航空母艦から作戦が行われ、イラク戦争ではトルコでさえもアメリカ軍の国内通過を拒否している。同盟国・友好国のアメリカ軍基地が常に使用できるものではなく、それ故に外国領(ホスト国)に依存せずに、アメリカ軍が自由に作戦行動を行う事が可能であるシー・ベイシングは、その重要性を増している。